# الجامعة السورية الخاصة
الجامعة السورية الخاصة هي جامعة خاصة موجودة تأسست في سورية عام 2005 على يد عدد من الأكاديمين ورجال الأعمال السوريين و العرب وهي تعتبر اليوم أكبر جامعة خاصة في سورية من حيث عدد الطلاب. تقع على بعد 24 كم من مركز العاصمة السورية دمشق.
يرأس الجامعة الدكتور محمد غازي الجلالي منذ 11 سبتمبر 2023.

## التاريخ
أنشئت الجامعة السورية الخاصة في 2005 من قبل عدد من الأكاديمين العرب والأجانب ورجال الأعمال. بالرغم من عمر الجامعة القصير إلا أنها تتعبر الاّن كواحدة من أفضل الجامعات في سوريا.

## حرم الجامعة
الحرم الجامعي يمتد على مساحة قدرها 250,000 م2 ويقع على أوتستراد درعا الدولي وتبعد الجامعة عن دمشق 24 كم.

## الكليات
- كلية الطب البشري
- كلية طب الأسنان
- كلية الصيدلة
- كلية إدارة الأعمال
- كلية هندسة البترول
- كلية هندسة الحاسوب والمعلوماتية والاتصالات

## مشفى الجامعة

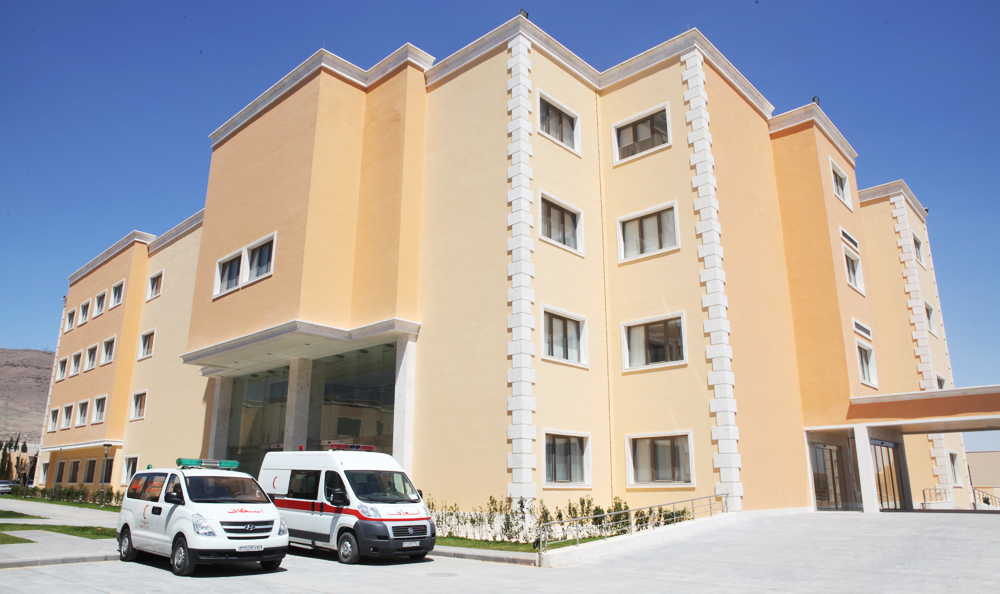
مشفى الجامعة السورية الخاصة في الحرم الجامعي.

مشفى الجامعة السورية الخاصة هو مشفى خاص ويقع ضمن الحرم الجامعي. يعتبر مشفى الجامعة السورية الخاصة مشفى عالي المستوى من جميع النواحي بسعة 200 سرير ومجهزا بأحدث الوسائل التشخيصية والعلاجية ويشرف عليه كادر طبي استشاري من أرقى الجامعات العالمية وهو مرتبط بالعديد من الجامعات الأوروبية.و يهدف المشفى إلى تقديم الخدمات الطبية والرعاية الصحية الشاملة بأعلى مستوى لأبناءالمجتمع كافة وتوفير التدريب العملي والعلمي لطلاب كلية الطب البشري في الجامعة السورية الخاصة وللأطباء المقيمين الراغبين بالاختصاص وذلك بهدف تنمية مهاراتهم وتزويدهم بالخبرة العلمية الكافية.

## الاعتراف والاعتماد
- الجامعة السورية الخاصة معترف بها من قبل منظمة الصحة العالمية [5]
- كلية الطب البشري في الجامعة السورية الخاصة مدرجة ضمن ECFMG IMED/FAIMER.[6]

## حياة الطلاب

### العديد من النشاطات الرياضية
فرق كرة القدم والسلة والتنس وكرة الطائرة للجامعة السورية الخاصة تشارك في العديد من البطولات على مستوى الجامعات السورية أو الإقليمية.

## المكتبة
تسعى المكتبة المركزية في الجامعة إلى توفير المعارف والمعلومات للمستفيدين من الطلبة وأعضاء الهيئة التدريسية، وتحتوى على العديد من الكتب والمراجع وقواعد البيانات الإلكترونية والمجلات والكتب الإلكترونية العلمية. حيث تشكل المكتبة ركنا أساسيا في أعمدة الجامعة السورية الخاصة لما لها من تأثير في العملية البحثية والتدريسية، ومن هذا المنطلق فإن الجامعة أولت المكتبة اهتماما كبيرا خاصة وأنها قامت بتطوير المكتبة المركزية باستمرار وزيادة مقتنياتها الأجنبية والعربية وإمداد المكتبة بالكتب والمراجع بناء على طلب أعضاء الهيئة التدريسية في الكليات بالإضافة إلى توفير برنامج للمكتبة يخدم جميع الأعمال الداخلية من إدخال وبحث وإعارة ويخدم جميع المستفيدين الذين يرتادون المكتبة .